# Jingpo Lacus
El Jingpo Lacus és un gran llac de la regió polar nord del satèl·lit de Saturn Tità, el satèl·lit més gros de Saturn. Juntament amb l'Ontario Lacus conformen els cossos líquids més grans de Tità després dels tres maria (Kraken Mare, Ligeia Mare i Punga Mare). El llac està format per hidrocarburs líquids (principalment metà i età). Està situat a l'oest del Kraken Mare a 73° N, 336° W, i té aproximadament uns 240 km de llarg, semblant en mida al llac Onega a la Terra.

## Història
El 8 de juliol de 2009, la sonda Cassini a través del seu espectròmetre de cartografia visual i infraroig (VIMS) observà una reflexió especular de llum infraroja de 5 micròmetres al Jingpo Lacus a 71° N, 337° W. (Algunes vegades s'ha descrit com la costa sud del Kraken Mare.) Les reflexions especulars són indicatives de superfícies llises tipus mirall. L'observació es feu després que la regió polar nord sortís de la foscor d'un hivern de 15 anys.
La unió astronòmica internacional decidí anomenar els grans llacs d'hidrocarburs de Tità, cossos líquids més petits que els maria, amb el nom llatí de lacūs (en singular lacus) i donar-los com a nom propi el nom de llacs terrestres; per tant, el nom de Jingpo Lacus fa referència al llac Jingpo de la Xina.

## Galeria d'imatges

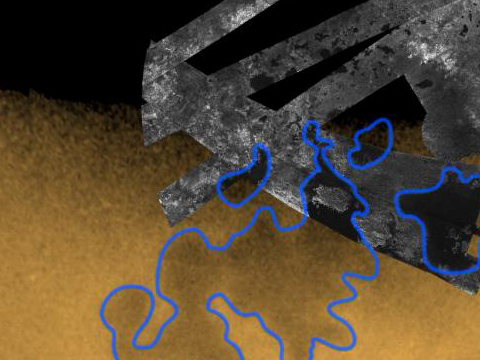
Imatge de radar d'apertura sobreposada a una imatge infraroja/ llum visible de la regió polar nord, mostrant el Jingpo Lacus (al centre) i altres cossos líquds (Kraken Mare a baix, Ligeia Mare a la dreta i Punga Mare) resseguits en blau.
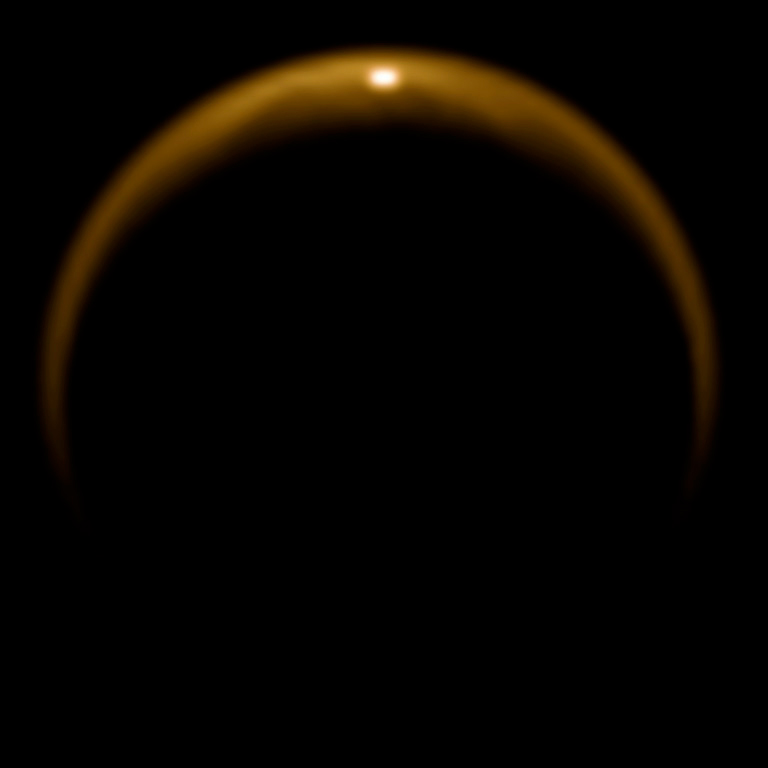
Reflexió especular del Jingpo Lacus, observada per la Cassini al 8 de juliol de 2009